# تپه چشمه حاجگه جعفری
تپه چشمه حاجگه  مربوط به مس وسنگ - عصر برنز - عصر آهن است و در شهرستان گیلانغرب، بخش گواور، دهستان گواور، چسبیده به غرب و شمال غربی روستای چشمه حاجگه واقع شده و این اثر در تاریخ ۲۶ اسفند ۱۳۸۶ با شمارهٔ ثبت ۲۱۸۱۴ به‌عنوان یکی از آثار ملی ایران به ثبت رسیده است.